# アキテーヌ地域圏
アキテーヌ地域圏（フランス語：Aquitaine、オック語：Aquitània、バスク語：Akitania）は、かつてフランス南西部に存在した地域圏である。北はリムーザン地域圏およびポワトゥー＝シャラント地域圏と境界を接し、南はスペインと国境を共有する。西は大西洋に面している。
本地域圏は、5つの県（ドルドーニュ県、ジロンド県、ランド県、ロット＝エ＝ガロンヌ県、ピレネー＝アトランティック県）を包含していた。地域圏内の最大都市はボルドーである。
この地域に居住する人々は、アキテーヌ人と称される。

## 概要
アキテーヌ地域圏は、歴史的にはローマ帝国の属州ガリア・アクィタニア（ラテン語: Gallia Aquitania）であった地域に由来し、「アキテーヌ」という名称はガリア・アクィタニアの訛りによるものである。

## 主要都市と産業
地域圏の州都であるボルドーは、ワインの集散地として世界的に知られている都市である。主要な産業としては、農業、食品工業、化学工業などが挙げられる。

## ガスコーニュ地方
地域圏南部に位置するガスコーニュ地方は、アレクサンドル・デュマ・ペールの小説『三銃士』の主人公ダルタニャンの故郷のモデルとなった地域として知られる。かつてフランス国鉄が運行していたTEE（Trans Europ Express）列車の愛称にも用いられていた。

## 面積と人口
アキテーヌ地域圏の面積は九州とほぼ同じ程度であり、人口は茨城県と同程度の規模である。

## 地域圏の統合
2016年1月1日、アキテーヌ地域圏はリムーザン地域圏、ポワトゥー＝シャラント地域圏と統合し、新たにヌーヴェル＝アキテーヌ地域圏となった。

## 行政区画
| 名称                                              | 人口(人)  | 州都/主府/本部                    | 備考 |
| ------------------------------------------------- | --------- | --------------------------------- | ---- |
| ジロンド県 Gironde                                | 1,360,000 | ボルドー Bordeaux                 |      |
| ドルドーニュ県 Dordogne                           | 398,000   | ペリグー Périgueux                |      |
| ランド県 Landes                                   | 347,000   | モン＝ド＝マルサン Mont-de-Marsan |      |
| ロット＝エ＝ガロンヌ県 Lot-et-Garonne             | 315,000   | アジャン Agen                     |      |
| ピレネー＝アトランティック県 Pyrénées-Atlantiques | 625,000   | ポー Pau                          |      |

## 地理
面積は 41,309 km2 あり、フランスの地域圏の中では3番目に広く、フランス領土の約 8% を占める。南部のピレネー山脈に囲まれた部分はパリから切り離されている。

## 経済

### 農業
- ブドウはこの地域で飛び抜けて生産量が高い。
- 北部において林業が盛んであり、ヨーロッパ最大のマツ林、ランドの森がある。
- ウシの生産が増えている。

### 埋蔵資源
- 天然ガスと原油が発見されており、トタルなどの企業が開発を行っている。

### 産業
- ワイン醸造が盛んであり、ワインと、副産物の占める割合がこの地域の工業、文化的に非常に大きい。アメリカ合衆国政府による統計によると、7億リットルのワインがボルドーで生産されている。
- 主にダッソー・グループによる航空宇宙産業。

### サービス
- ポーとボルドーには大学があり、8万人以上が通学している
- 観光産業も盛んで特にコート＝ダルジャン（英語版）周辺にサーファーや日光浴のために訪れる人が多い。